# Das elegante Universum
Das elegante Universum (veröffentlicht unter dem Titel Was Einstein noch nicht wusste) ist ein 2003 erschienener US-amerikanischer Kino- und Dokumentarfilm basierend auf dem veröffentlichten Buch des Physikers Brian Greene The Elegant Universe. Der Film besteht aus drei Teilen, die sich allesamt mit der umstrittenen Stringtheorie und deren Versuch, die Quantenphysik und Einsteins allgemeine Relativitätstheorie zu vereinen, beschäftigen.

## Produktion und Altersfreigabe
Produziert wurde der Film von der Produktionsfirma Nova, gedreht wurde in New York City (unter anderem im Central Park und in Manhattan). In den USA wurde ein Film mit 180 Minuten Länge (im Vereinigten Königreich 3 Teile à 60 Minuten Länge) gedreht. Viele Personen in der Dokumentation sind bekannte Physiker aus Großbritannien und den USA.
In den USA gibt es für den Film keine Altersfreigabe, in Australien wurde der Film auf PG („Parental Guidance“) eingestuft. In Deutschland ist der Film 2008 als DVD erschienen (Polyband).

## Handlung
Der Film beginnt mit einer Kurzbiographie des Physikers Albert Einstein und seiner Relativitätstheorie. Einstein träumte nach der Entdeckung des Elektromagnetismus, also der Verschmelzung von Elektrizität und Magnetismus, auch von einer Verschmelzung der Relativitätstheorie mit der Quantenphysik.
Einstein gelang dies nicht, seine Einheitliche Feldtheorie geriet aufgrund der Quantenphysik (dazu gehören neben dem Elektromagnetismus auch die  starke, sowie die  schwache Kernkraft) in die Kritik. Einstein versuchte bis zu seinem Lebensende die Vereinigung beider Theorien, jedoch ohne Erfolg. Während sich die Gravitation im Makrokosmos abspielt, spielt sich die Quantenphysik im Mikrokosmos ab. Die Differenz dieser Kräfte ist sehr hoch, sodass die Gravitation deutlich schwächer als die Kernkraft ist. Hier kommen die Strings ins Spiel.
Im weiteren Verlauf wird die Stringtheorie erläutert. 1968 wurde diese von dem Physiker Gabriele Veneziano anhand einer Formel im Rahmen der Streumatrix-Theorie entdeckt. Jedoch geriet sie immer wieder in Schwierigkeiten, da diese Theorie viele Widersprüche hat und man keine Versuche durchführen kann, die eine Existenz von Strings beweisen. Erst 1984 konnten die Physiker Michael Green und John Schwarz sämtliche Anomalien aufheben. Ein weiteres Problem der Stringtheorie stellt die Variation dieser Theorie dar, denn es gibt vier weitere Theorien. 1995 stellte Edward Witten fest, dass es keine fünf Theorien gibt, sondern jede Theorie ein Teil einer einzigen Theorie ist, die sogenannte M-Theorie. Diese erfordert jedoch eine zusätzliche Dimension. Die ursprüngliche Stringtheorie basiert auf zehn Dimensionen, wobei Menschen vier dieser Dimensionen wahrnehmen können (die drei Dimensionen des Raumes und die der Zeit). Die M-Theorie fordert eine elfte Dimension.
Die Stringtheorie könnte Einsteins Traum, eine Formel zu entdecken, die das Verhalten des Mikro- und des Makrokosmos erklärt, verwirklichen.